# Jamestown, Rhode Island

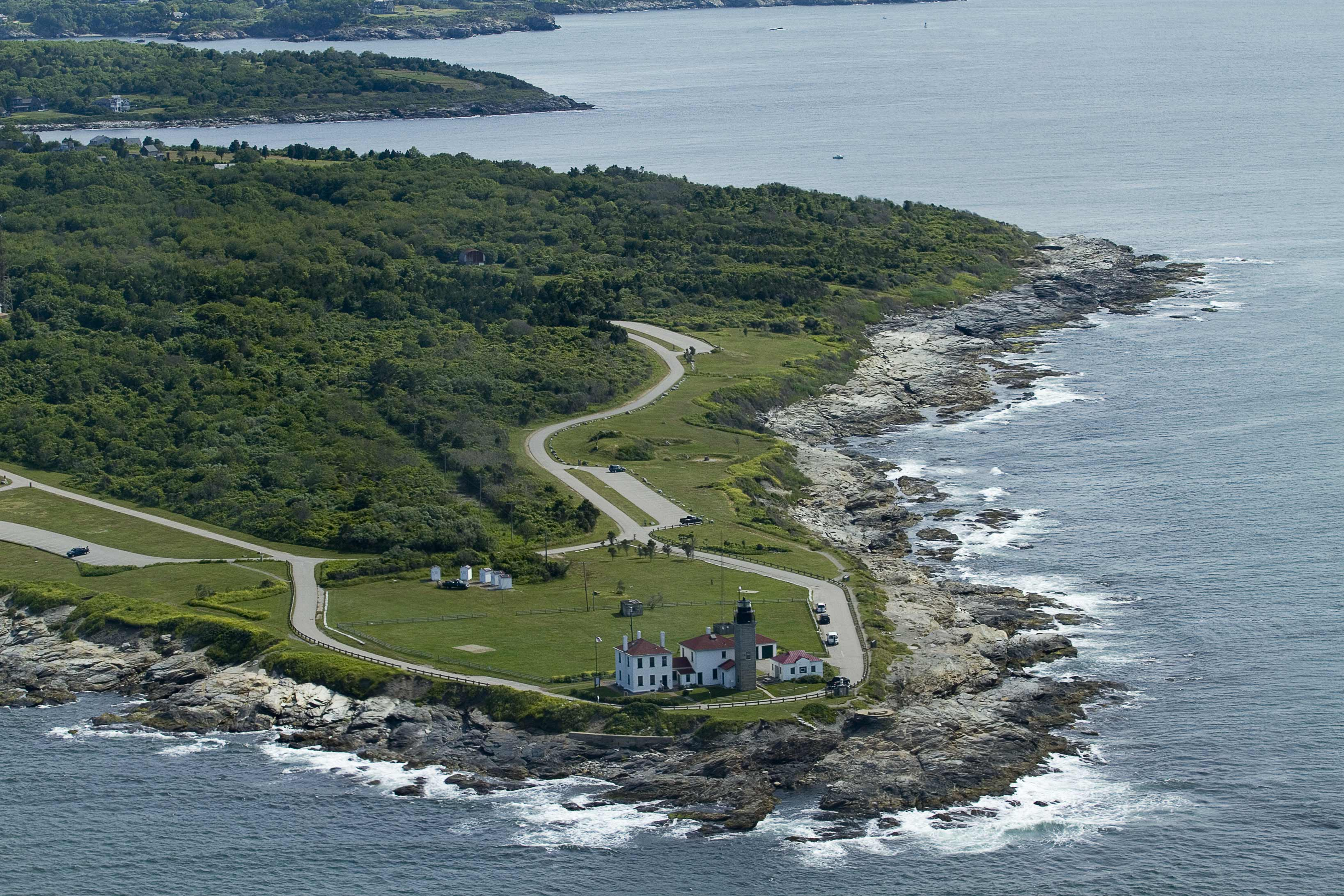
Beaver Tail Lighthouse.

Jamestown en kommun (town) i Newport County i delstaten Rhode Island, USA med cirka 5 622 invånare (2000). Den har enligt United States Census Bureau en area på 91,5 km².